# マヌエル・プレシアード
マヌエル・プレシアード・レボレド（Manuel Preciado Rebolledo, 1957年8月28日 - 2012年6月7日）は、スペイン・カンタブリア州出身のサッカー選手、サッカー指導者。ポジションはDF。

## 経歴

### 選手
地元のラシン・サンタンデールでプリメーラ・ディビシオン（1部）の試合59試合に出場した。1978-79シーズンには自己最多の32試合に出場したが、クラブはシーズン終了後にセグンダ・ディビシオン（2部）降格となった。3シーズンをセグンダ・ディビシオンのリナレスCFなどで過ごし、RCDマジョルカやデポルティーボ・アラベスなどを経て、35歳近くになったプレシアードは1992年にRSヒムナスティカ・デ・トーレラベガで現役引退した。

### 指導者
1995-96シーズンにRSヒムナスティカ・デ・トーレラベガ監督に就任して指導者としての道をスタートさせると、1年目からテルセーラ・ディビシオン（4部相当）グループ1で優勝を果たす。1996年には選手として在籍したラシン・サンタンデールBの監督を任され、やはりテルセーラ・ディビシオンで優勝してセグンダ・ディビシオンB（3部相当）昇格を果たした。2000年に再びRSヒムナスティカ・デ・トーレラベガに戻ると、再度テルセーラ・ディビシオンで優勝した。こうして3度テルセーラ・ディビシオンで優勝したプレシアードは、2002-03シーズン途中にラシン･サンタンデールのトップチームに招聘される。2003-04シーズンにはセグンダ・ディビシオン（2部）のレバンテUDを率い、クラブとしては40年ぶりのプリメーラ・ディビシオン昇格を果たした。2004-05シーズンはレアル・ムルシアを率い、2005年夏、プリメーラ・ディビシオン（1部）のラシン・サンタンデールのトップチーム監督に就任すると、2005年12月21日にはレアル・マドリードに2-1で勝利する金星を挙げるなど、降格圏のクラブと勝ち点1差で残留を決めた。
2006年にスポルティング・ヒホン監督に就任すると、2007-08シーズンのセグンダ・ディビシオンを3位で終え、クラブとしては10年ぶりのプリメーラ・ディビシオン昇格を果たした。2008-09シーズンのヒホンはリーグ最低の予算であり、開幕から5連敗（6得点20失点）して降格は必至かと思われたが、失点を恐れずに攻撃的な采配を振ってバレンシアCFやセビージャFCからも勝利を奪い、14位でプリメーラ残留を決めた。2009-10シーズンも15位で難なくプリメーラ・ディビシオン残留を決めた。2010年9月22日にカンプ・ノウで行われたアウェーでのFCバルセロナ戦において大幅なスタメン変更を行って試合に臨んだ（試合は1-0で敗戦）。するとこの采配に対して、レアル・マドリードのジョゼ・モウリーニョ監督が「バルセロナに勝ち点をプレゼントしているチームが存在している」と発言し、これに憤慨したプレシアードは「モウリーニョは下衆な人間」("bad colleague" and a "scumbag")と応戦し、メディアを介しての舌戦を繰り広げた。11月14日には両クラブがエスタディオ・ムニシパル・エル・モリノンで対戦したが、この際はアウェーチームが1-0で勝利した。しかし、2011年4月3日にエスタディオ・サンティアゴ・ベルナベウで行われた試合ではヒホンが1-0で勝利し、FCバルセロナと共にリーグを独走していた格上を相手に大金星を挙げた。シーズン開幕から続いていたレアル・マドリードのリーグ戦ホーム連勝記録（14試合）と、モウリーニョ監督がFCポルト時代から続けていたリーグ戦ホーム無敗記録（9年間、150試合）にピリオドを打つ事となった。プレシアードは後に、「モウリーニョは我々の控室にやってきて祝福してくれたよ」と明かした。レアル・ソシエダに1-5で敗れて19位に落ち、2012年1月31日に成績不振を理由に解任された。

### 死去と周囲の反応
2012年6月6日、ヒホン同様にセグンダ・ディビシオン降格となったビジャレアルCFの監督に指名された。しかし同日午後、バレンシア州のホテルで心臓発作を起こして死去した。54歳であった。報道ではプレシアードはヘビースモーカーであったとされ、一日に約40本も吸っていたとされている。
AP通信は「プレシアードの突然の死はスペインのクラブ、監督、選手の間に感情的な反応の連鎖を導いた」と報じた。UEFA EURO 2012のためにポーランドに渡っていたスペイン代表のビセンテ・デル・ボスケ監督はマルカ紙に「我々は皆ショックを受けている。朝食を食べていた時にそのニュースを聞いたんだ。彼は思いやりのある人物であり、良きスポーツマンであった。指導者として尊敬すべきサッカー人だった」と語った。スペイン代表のフアン・マヌエル・マタは「この事実をうまく整理できない。僕はいつも彼の笑顔を思い返すよ」と語った。かつて紙面上でやり合ったモウリーニョはレアル・マドリードの公式ウェブサイト上に「人間としても、性格、正直さ、戦う勇気などの観点を踏まえたスポーツ人としても、常に彼のことが好きだった。」という公開手紙を書いた。RCDマジョルカのホアキン・カパロス監督は「彼のビジャレアル監督就任を聞いてとても嬉しかった。彼がプリメーラ・ディビシオン復帰に導くことを確信していた。彼は世界中の指導者から参考にされるべきだ」と語った。ヒホンでは多くの人々がエル・モリノンに集い、プレシアードへの哀悼の意を表した。同日にはヒホン市長がスタジアム近くの通りをAlameda de Manuel Preciado（マヌエル・プレシアード通り）に改名する提案を行った。

## 家族
妻とふたりの息子がいたが、2002年、妻が癌のために死去し、その2年後には、15歳の息子が自動車事故で死去した。2011年4月20日、父親がサンタンデールで車に轢かれて死去した。

## 所属クラブ

### 選手
- 1977-1978  ラージョ・カンタブリア
- 1978-1982  ラシン・サンタンデール
- 1982-1984  リナレスCF
- 1984-1985  RCDマジョルカ
- 1985-1986  デポルティーボ・アラベス
- 1986-1990  CDオウレンセ
- 1990-1992  RSヒムナスティカ・デ・トーレラベガ

### 監督
- 1995-1996  RSヒムナスティカ・デ・トーレラベガ
- 1996-1997  ラシン・サンタンデールB
- 2000  RSヒムナスティカ・デ・トーレラベガ
- 2000-2002  ラシン・サンタンデールB
- 2002-2003  ラシン・サンタンデール
- 2003-2004  レバンテUD
- 2004-2005  レアル・ムルシア
- 2005-2006  ラシン・サンタンデール
- 2006-2012  スポルティング・ヒホン
- 2012  ビジャレアルCF

## タイトル
- RSヒムナスティカ・デ・トーレラベガ

テルセーラ・ディビシオン優勝 : 1996, 2000
- ラシン・サンタンデールB

テルセーラ・ディビシオン優勝 : 1997
- レバンテUD

セグンダ・ディビシオン優勝 : 2004